# Sylvestre Guzzolini
Pour les articles homonymes, voir Saint Sylvestre.
Sylvestre Guzzolini, né en 1177 à Osimo et mort le 26 novembre 1267 à Fabriano, est un religieux italien, fondateur de l'ordre des Sylvestrins et reconnu saint par l'Église catholique.

## Biographie
Sylvestre Guzzolini naît en 1177 à Osimo, province d'Ancône, région des Marches. Issu d'une famille aisée, il entreprit des études de droit à l'université de Bologne. Toutefois, peu après il préféra se tourner vers la théologie, et s'en alla à Padoue, malgré le désaccord avec ses parents qui n'approuvaient pas la nouvelle orientation de ses études. Malgré cette hostilité, il fut ordonné prêtre en 1217 et devint chanoine attaché à la cathédrale.
C'était un homme aimable et austère tout à la fois, d'une vie spirituelle profonde, très apprécié des fidèles pour la qualité de ses prédications, ce qui lui attira la jalousie et l'animosité de l'évêque. Cependant, Sylvestre se sentait très attiré par la vie érémitique, plus tenté par la solitude et la prière que par la vie cléricale qu'il menait.
En 1227, alors qu'il avait déjà 50 ans, il quitta Osimo et s'installa dans une des grottes présentes sur les contreforts de la vallée d'Esino da Fabriano, endroit nommé Gola delle Rossa. Peu après, il partit pour une grotte plus petite, appelée Grottafucile, où il resta jusqu'en 1230. Beaucoup de gens lui rendaient visite et lui demandaient son aide spirituelle. C'est là aussi qu'il eut une vision de saint Benoît, et qu'il décida d'adopter la règle bénédictine.
Sylvestre mourut en 1267 après avoir fondé plusieurs monastères.

## Œuvre, fondation
Sur les conseils des légats du pape Grégoire IX qui vinrent le visiter en 1228, il fonda à Montefano, près de Fabriano, un monastère dans un lieu isolé avec une source (Fonte Vembrici).
En 1247, il obtint du pape Innocent IV une bulle de confirmation de son ordre.
L'ordre bénédictin Sylvestrin a survécu depuis le Moyen Âge, et de nombreuses congrégations sont très actives actuellement sur tous les continents.

## Vénération
Sa dépouille est placée dans l'église de Montefano où elle est toujours honorée.
Le pape Clément IV, devant les récits des nombreux miracles attribués à Sylvestre, reconnaît l'héroïcité de ses vertus. Le pape Clément VIII l'inscrit au Martyrologe. Léon XIII étend son culte à l'Église Universelle. Il est liturgiquement commémoré le 26 novembre.

## Source
- Rosa Giorgi, Le petit livre des saints, Larousse, 2006 - page 670. (ISBN 2-03-582665-9)